# Flecha Valona 1981
La Flecha Valona 1981 se disputó el 17 de abril de 1981, y supuso la edición número 45 de la carrera. El ganador fue el belga Daniel Willems. El holandés Adrie van der Poel y el también belga Guido Van Calster fueron segundo y tercero respectivamente.

## Clasificación final
| Pos. | Ciclista           | Equipo                  | Tiempo   |
| ---- | ------------------ | ----------------------- | -------- |
| 1    | Daniel Willems     | Capri Sonne-Koga Miyata | 5h49'00" |
| 2    | Adrie van der Poel | DAF Trucks-Cote d'Or    | m.t.     |
| 3    | Guido Van Calster  | Splendor-Wickes         | m.t.     |
| 4    | Sean Kelly         | Splendor-Wickes         | m.t.     |
| 5    | Stefan Mutter      | Cilo-Aufina             | m.t.     |
| 6    | Willy Teirlinck    | Boston-Mavic            | m.t.     |
| 7    | Rudy Pevenage      | Capri Sonne-Koga Miyata | m.t.     |
| 8    | Eddy Schepers      | DAF Trucks-Cote d'Or    | m.t.     |
| 9    | Jos Jacobs         | Capri Sonne-Koga Miyata | m.t.     |
| 10   | Claude Criquielion | Splendor-Wickes         | m.t.     |